# Idrettslaget Jutul
Idrettslaget Jutul, bildad 1930, är en idrottsförening på Skui i Bærums kommun, Akershus fylke. Föreningen omfattar skidåkning, friidrott, fotboll, volleyboll, ishockey och idrottsskolan för barn.